# (145474) 2005 SA278
(145474) 2005 SA278, também escrito como (145474) 2005 SA278, é um objeto transnetuniano que está localizado no disco disperso. Ele tem um diâmetro estimado de cerca de 253 km.